# Adelheid Martens
Adelheid Charlotte Martens (* 8. Mai 1913 in Liessau, Kreis Marienburg, Westpreußen; † unbekannt) war eine deutsche Politikerin (KPD, SED) und Landtagsmitglied in Sachsen-Anhalt.

## Leben
Adelheid Martens war die Tochter des Arbeiters Victor Korinth. Sie besuchte die Volksschule und machte danach eine Schneiderlehre. Am 21. Februar 1931 heiratete sie den Schlosser Walter Martens, der Mitglied der KPD war. Aus der Ehe gingen drei Kinder hervor.
1945 trat sie in die KPD ein und wurde mit der Zwangsvereinigung von SPD und KPD SED-Mitglied. 1945 war sie in Letzlingen in der Flüchtlingsbetreuung eingesetzt und dort Vorsitzende des Antifa-Frauenausschusses. 1946 wurde sie Kreisfrauenreferentin im Kreis Gardelegen eingesetzt.
Bei den halbfreien Landtagswahlen in der SBZ 1946 wurde sie im Wahlbezirk I (Jerichow II, Salzwedel, Osterburg, Stendal und Gardelegen) in den Landtag Sachsen-Anhalt gewählt. 